# L'amore rubato/Vivo
L'amore rubato/Vivo è il nono 45 giri di Luca Barbarossa.

## Il disco
Anche nel 1988 Barbarossa partecipa a Sanremo, per la terza volta consecutiva, con una canzone che affronta il tema della violenza sessuale, L'amore rubato: il brano ha successo, classificandosi al terzo posto, e durante la serata finale il cantautore riceve in diretta televisiva i complimenti da Franca Rame e Dario Fo che gli mandano un telegramma.
Sul retro del disco viene pubblicata Vivo: la canzone diventa molto nota pochi mesi dopo perché con essa Barbarossa partecipa all'Eurovision Song Contest (cambiando però il titolo in Ti scrivo, dal verso iniziale), ed inoltre nel 1993 darà il titolo al primo disco dal vivo del cantautore.
Vivo inoltre partecipa alla 30ª edizione del Festivalbar.
Entrambe le canzoni sono una coedizione tra le edizioni musicali CBS Songs e le edizioni musicali Calycanthus, e sono arrangiate da Pinuccio Pirazzoli e prodotte da Coggio.